# Compagnie autonome de chars du Levant (1944-1945)
Cet article concerne l'unité formée en 1944. Pour l'unité de 1940, voir Compagnie autonome de chars du Levant (1940).
La compagnie autonome de chars du Levant (CACL) est une unité blindée de l'Armée de terre française, formée en Liban en 1944. Elle opère l'année suivante en Syrie. 

## Historique
La compagnie est formée le 1er avril 1944 à Beyrouth. Sous le commandement du lieutenant Brullard, elle compte un certain nombre d'anciens volontaires des forces françaises libres. Équipée de chars Renault R35, elle forme le groupement de compagnies de chars de combat du Levant (GCCL) avec la compagnie spéciale de chars, cette dernière appartenant aux troupes spéciales du Levant.
La compagnie est mise aux ordres de la 9e armée britannique mais n'est pas engagée dans les combats de la Seconde Guerre mondiale. En décembre 1944, sans l'autorisation des Britanniques, la compagnie quitte Beyrouth et rejoint Damas pour faire pression face aux Syriens demandant l'indépendance. Elle participe à la répression des manifestations antifrançaises en Syrie en mai-juin 1945.
Le GCCL rejoint ensuite Rayak à l'été 1945. Le 1er août 1945, la compagnie est dissoute et devient un escadron du groupement mécanique de cavalerie du Levant formé le même jour,.

## Insigne
L'insigne de la compagnie est inspiré de celui de la 1re compagnie autonome de chars de la France libre. Sur un écu « vieil argent », il présente un éléphant, symbole de force, devant la croix de Lorraine. En pointe, la devise Je passe.